# 31774 Debralas
31774 Debralas è un asteroide della fascia principale. Scoperto nel 1999, presenta un'orbita caratterizzata da un semiasse maggiore pari a 3,0449285 UA e da un'eccentricità di 0,1233594, inclinata di 2,59067° rispetto all'eclittica.